# Heinrich von Sybel
Heinrich Karl Ludolf von Sybel, född 2 december 1817 i Düsseldorf, död 1 augusti 1895 i Marburg, var en tysk historieskrivare.

## Biografi
Sybel studerade 1834–1838 i Berlin under Leopold von Ranke samt blev 1844 extra ordinarie professor i Bonn och 1845 professor i Marburg. Som sistnämnda universitets representant deltog han 1848 i den kurhessiska ständerförsamlingen och 1850 i parlamentet i Erfurt. År 1856 mottog han en professur i München, där han stiftade ett historiskt seminarium, det första i Tyskland, och 1859 uppsatte Historische Zeitschrift, som han (sedan 1893 tillsammans med Friedrich Meinecke) utgav till sin död. Därjämte verkade han som sekreterare i den av Maximilian II av Bayern bildade Historische Kommission. På grund av politiska meningsskiljaktigheter lämnade han emellertid München 1861 och blev professor i historia i Bonn, där han dröjde till 1875, då han med rang av geheime överregeringsråd flyttade till Berlin som direktor för preussiska statsarkivet och medlem av Vetenskapsakademien där. Åren 1862-64 var han ledamot av Preussens deputeradekammare, där han anslöt sig till oppositionen, och 1867 deltog han som nationalliberal i Nordtyska förbundets konstituerande riksdag. Under den därpå följande tiden stiftade han Deutscher Verein der Rheinprovinz, som blev den kraftigaste motståndaren till det ultramontana partiet. Åren 1874–1880 var han ånyo ledamot av Preussens deputeradekammare.
Sybel debuterade som historisk författare med Geschichte des ersten Kreuzzugs (1841; andra upplagan 1881), på vilken följde Entstehung des deutschen Königstums (1844; andra upplagan 1881) och hans berömda verk, Geschichte der Revolutionszeit 1789–1800 (tre band, 1853–1858, två band, 1872–1874; flera upplagor; en billighetsupplaga utgavs 1897–1900 i tio band), den första ur autentiska källor gjorda framställningen av den europeiska politiken under denna tid. Dessutom skrev han Die deutsche Nation und das Kaiserreich (1862), en skarp kritik av medeltidens tyska kejsardöme, Kleine historische Schriften (tre band, 1863-81), Österreich und Deutschland im Revolutionskrieg (1868), Vorträge und Aufsätze (1874; tredje upplagan 1885) med mera samt ledde utgivningen av en storartad serie arkivpublikationer (från 1878).
Efter överflyttandet till Berlin påbörjade Sybel forskning rörande det nya Tyska rikets tillkomst och erhöll genom Otto von Bismarcks tillmötesgående tillstånd att härför begagna de officiella preussiska statsakterna. I rask följd utkom 1889–1890 banden I-V av Sybels stora arbete Die Begründung des Deutschen Reiches durch Wilhelm I. skildrande det tyska enhetsverkets historia till utgången av år 1866. Det starka framhållandet av Bismarcks förtjänster väckte emellertid ett visst missnöje på högsta ort, och efter Bismarcks avgång från makten berövades Sybel tillträde till det preussiska utrikesarkivet. Tack vare enskilda meddelanden kunde dock han med två nya delar (VI och VII) 1894 framföra sitt verk till 1870, ehuru dessa delar inte har fullt samma värde som de tidigare. Det väckte uppseende, att kejsaren vid Verdunpriset (för det bästa under en femårsperiod utkomna historiska arbetet) förbigick Sybel, ehuru han enhälligt föreslogs av den härför utsedda kommissionen. Vid sitt 50-årsjubileum som professor (1894) fick han emellertid geheimeråds- och excellenstitel. Sybels stora arbete utkom i femte upplagan 1892–1895 samt i en folkupplaga 1901 (tredje upplagan 1913).